# مریهیل استیت (کنتاکی)
مریهیل استیت (به انگلیسی: Maryhill Estates) شهری در ایالت کنتاکی کشور ایالات متحده آمریکا است که جمعیت آن در سرشماری سال ۲۰۱۰ میلادی، ۱۷۹ نفر بوده‌است.